# Efim Yartchouk
Efim Yartchouk (ou Iartchouk ; mort en 1937) est un matelot et militant libertaire anarcho-syndicaliste russe. 

## Biographie
Il participe à la Révolution russe de 1905. Arrêté, il est déporté en Sibérie pendant 5 ans, puis émigre aux États-Unis, où il intègre l'Union des Travailleurs russes et participe à son organe : Golos Truda (La Voix du Travail, Голос Труда). 
En 1917, il revient en Russie après la révolution de Février. Élu au soviet de Kronstadt, il en devient l'une des principales figures anarchistes. Soutenant dans un premier temps les bolcheviks, il participe aux journées de juillet. Mais l'évolution de la situation après la Révolution russe le mène rapidement dans l'opposition au nouveau pouvoir. 
Dès lors, il participe à la fondation en 1918 du journal La Libre voix du travail (Вольный голос труда), qui prend résolument position contre la politique des bolcheviks, défendant le pouvoir de conseils de soldats, d'ouvriers et de paysans décidant librement et égalitairement de leur politique. Ces prises de position valent à Yartchouk de multiples démêlés avec la Tchéka, qui l'arrête six fois entre 1918 et 1921. C'est d'ailleurs en prison qu'il assiste à la révolte de Kronstadt de 1921 et à sa répression. En 1923, alors qu’il est en exil à New York, il livre une analyse de cette révolte (Kronstadt dans la Révolution russe) qui insiste sur son aspect libertaire.
En janvier 1922, Yartchouk est expulsé de Russie, à la suite d'une grève de la faim et de plaintes des délégués étrangers à la première réunion à Moscou du Profintern. Il y retourne en 1925. En 1937, il est liquidé au cours des Procès de Moscou.

## Publications
- Kronstadt dans la Révolution russe, 1923[6],[7].
  - Kronstadt dans la révolution russe, traduction Alexandre Skirda, Éditions Noir et rouge, 2018.
- Les anarchistes russes, les soviets et l’autogestion, Éditions Spartacus, n°52, février-mars 1973 :
  - L’autogestion à Kronstadt en 1917, [lire en ligne] ;
  - Les soviets et la défense de la révolution, [lire en ligne] ;
  - L’organisation de la production, [lire en ligne].